# Medea (tragedie)
 For alternative betydninger, se Medea (flertydig). (Se også artikler, som begynder med Medea)
Medea (græsk: Μήδεια, Mēdeia; latin: Medea) er en antik græsk tragedie skrevet af Euripides.

## Stykket
Euripides producerede Medea som en del af en trilogi, hvor de andre to dramaer er de nu tabte Filoktetes og Diktys, afsluttende med satyrspillet Theristai. Det blev opført første gang ved Dionysosfesten i Athen i 431 f.Kr.. Det vandt tredjeprisen (af tre priser) i konkurrence med Euforion, Aischylos' søn, og Sofokles.  Stykket er det næstældste af digterens 17 fuldstændige tragedier. Euripides var nær eller måske over 50 år, da han skrev det.

## Handling
Tragedien er baseret på myten om Jason og Medea fra Kolkis (i dagens Georgien). Medea er datter af kong Aietes, niece til troldkvinden Kirke, og barnebarn af solguden Helios. Handlingen foregår i Korinth, hvortil Medea, en barbarisk, og Jason er flygtet efter at have stjålet det gyldne skind i Kolkis fra Medeas fader, kong Aietes. Jason har ved handlingens begyndelse netop forladt Medea for at gifte sig med Glavke, datteren af kong Kreon af Korinth, og handlingen udvikler hendes sorg og hævnplaner. Handlingen fokuserer hovedsageligt på Medea. Medea finder sin position i den græske verden truet og vil hævne sig. Det giver stykket præg af at være det mest Sofokleanske af Euripides' bevarede skuespil. Det er bemærkelsesværdig at både Medea og Jason kan ses som den tragiske helt. Hun bestemmer sig for at dræbe Glavke ved at forære hende et forgiftet diadem af guld. Alt går som planlagt, og tillige dør kong Kreon, da han prøver at redde datteren. For at straffe Jason yderligere dræber hun også deres fælles børn.